# Dolce veleno (film 1968)
Dolce veleno (Pretty Poison) è un film statunitense del 1968 diretto da Noel Black, al debutto da regista.
Il film è basato sul romanzo She Let Him Continue di Stephen Geller.

## Trama
Uscito dal riformatorio, dove era rinchiuso per problemi psichici, il giovane Dennis Pitt si innamora di Sue Ann Spepanek, una studentessa e per sedurla le racconta di essere un agente della CIA. I due compiono diverse "missioni" ma l'avventura si trasforma in incubo quando la ragazza dimostra di essere più pazza di lui.